# 輸出繊維会館
輸出繊維会館（ゆしゅつせんいかいかん）は、大阪市中央区備後町に所在する建築物である。戦前から戦後にかけて活躍した村野藤吾の、戦後の作品の一つである。

## 歴史
第二次世界大戦の復興期において、1949年に民間の輸出、1950年には民間の輸入が再開された。1952年には輸出入取引法が制定され、繊維分野では綿糸布、絹化繊、毛麻、繊維製品、繊維屑の5分野で輸出組合が相次いで設立された。輸出に関する調整事業を行うこれらの団体は次第に事務機構が拡大し、狭隘化が問題となった。各団体を1か所に集約し、団体間や業者・行政との連絡の緊密化を図るための共同施設を新設する構想が立ち上がる。1958年2月に輸出繊維会館設立発起人総会が開かれ、3月には5つの輸出組合の理事長・専務らを発起人、東洋棉花社長であった鈴木重光を初代社長とする株式会社輸出繊維会館が発足した。同1958年3月、ブリヂストンの所有地を購入。1959年4月に工事を発注し、1960年11月に竣工した。

## 建築

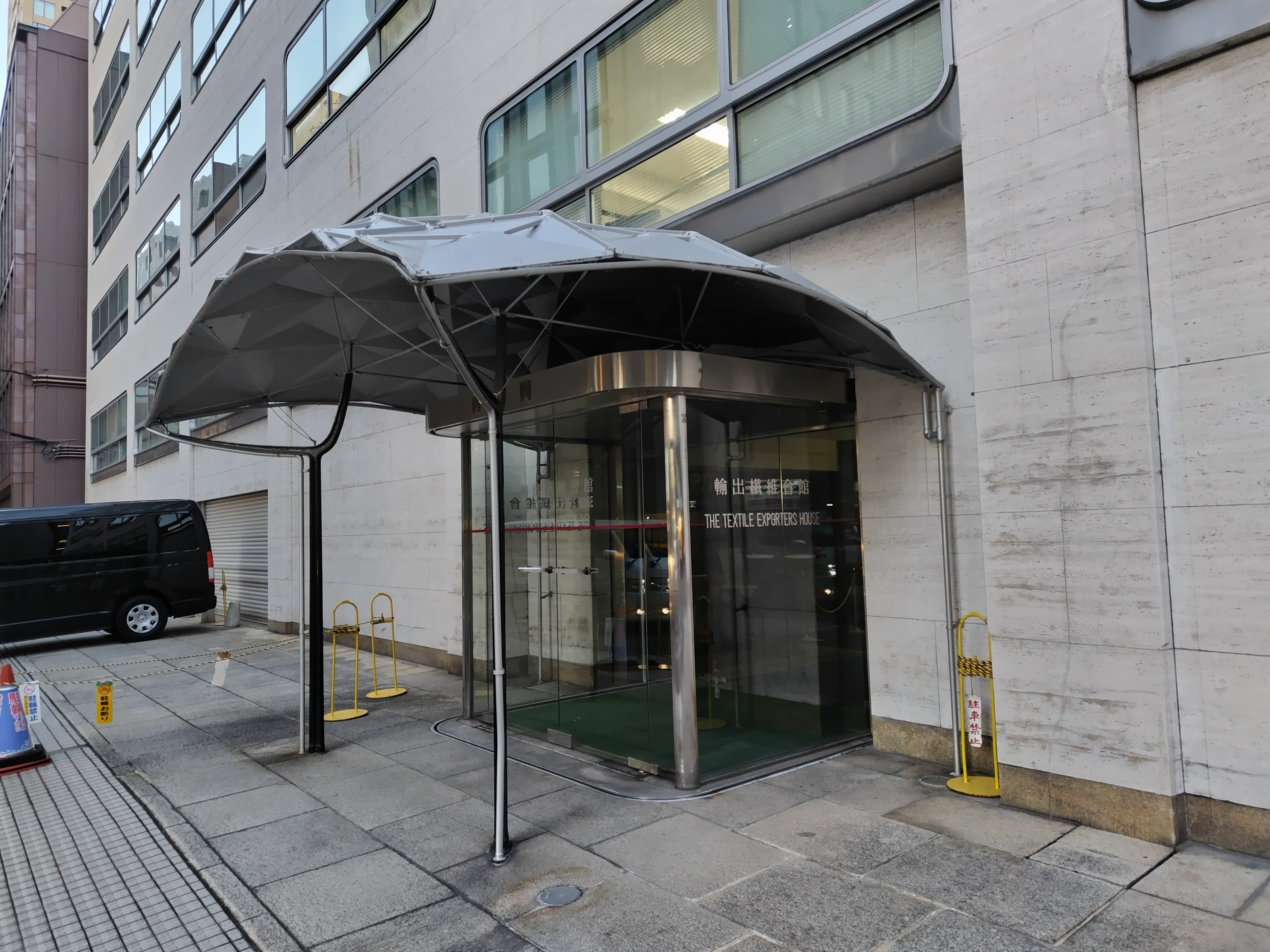
玄関の、傘のような庇が特徴的である。

南行き一方通行の心斎橋筋と、東行き一方通行の備後町通が交わる交差点の北東角に位置する。
村野・森建築事務所と大阪建築事務所の共同設計の形が採られたが、実際には設計とデザインは村野藤吾が担当している。地下14mには上町台地西端の硬い地層があり、杭打ちは行わずべた基礎で建てられた。柱や梁を細くするため、高張力鋼の鉄骨を溶接で組み立て、4階より上の階層は軽量コンクリートが使われた。オフィスビルに高張力鋼が採用されたのは、日本では初の事例である。通りに面した南側と西側の外壁は、イタリア産の白いトラバーチンで仕上げられている。2階から上に配されているアルミサッシは窓と壁の面を合わせていることから壁の厚みを感じにくくしている。ドイツ製の緑がかったガラスが使われ、サッシの四隅が丸められた窓は、船の窓のような印象も与える。ヨーロッパの伝統的な様式建築に用いられるトラバーチンと、モダニズム建築の要素を取り入れた窓からなる両義性は村野作品特有のものである。
南東の玄関内部は2階まで吹き抜けの玄関ホールで、床面は外壁と同様のトラバーチン、東西の壁には堂本印象の原画によるガラスモザイクの壁画が飾られている。玄関ホールの湾曲した壁沿いに中地階を経て地下1階に降りる階段があるが、手すりは持ちやすいよう三日月型の断面に加工され、端部は衣服などが引っ掛かりにくいよう工夫が施されている。1階天井までの高さを持つ中地階にはホールや会議室、地下1階南側には職員食堂や特別食堂があるが、ホールや会議室には西側玄関から直接出入りできるよう作られている。西側の玄関ポーチはY字型に組んだ鋼管製の柱に支えられたアルミ製の傘のような屋根が特徴で、ル・コルビュジエの影響を感じさせる。西側玄関内部やホール前のロビーはウォールナットの板張りで仕上げられている。ホール内部は明るい色合いの板張り、天井は格天井のようなグリッド状のデザインとした。ホール南側には前室があり、ホールと同様に明るい色のベニヤ板の壁。東面の堂本印象のデザインによる、世界地図の中心に船舶と虹をあしらったタペストリー『船と虹』は、「万邦交易」を表現している。前室にある籐の衝立も村野によるデザインである。地下1階北側には駐車場があり、西側の街路からスロープで出入りする構造になっている。2階から8階にかけてはオフィスとして使用され、その上部には4階分の塔屋がある。内部には給水塔やエレベーターの機械室のほか、茶室もあった。塔屋の頂部には、鉄線を編んだような意匠の避雷針が2本建てられている。塔屋部分は竣工当初は黒のタイル張りで、上部は白ないし銀色のタイルでグラデーションがつけられていたが、後年に白い金属パネルで覆われた。屋上の外周には、鉄製のパーゴラが巡らされている。
輸出繊維会館は1962年に、第3回建設業協会賞を受賞している。

## 周辺
最寄り駅はOsaka Metro御堂筋線ほかの本町駅。
備後町通を東に100mほどの位置にある、1931年竣工の綿業会館は、村野が渡辺節の設計事務所に勤めていた当時に、渡辺の指示の下で村野がデザインの相当部分を決定した作品である。心斎橋筋を南に1.5Kmほど先にあった、1935年竣工のそごう大阪店は村野の独立後の作品である。